# Userkare
Userkare ali Uoserkare (slovensko Močna je Rajeva Ka) je  bil drugi faraon z Šeste egipčanske dinastije, ki je vladal 1 do 5 let v poznem 24. ali zgodnjem 23. stoletju pr. n. št. Njegove sorodstvene vezi s predhodnikom Tetijem in naslednikom Pepijem I. niso znane. Userkare je sicer dokazan v zgodovinskih virih, njegovega imena pa ni v nobeni grobnici egipčanskih  uradnikov iz obdobja njegove vladavine. Razen tega zgodovinar Maneton poroča, da je bil njegov predhodnik Teti umorjen, zato se na Userkareja pogosto gleda kot na kratkoživega uzurpatorja, po drugi strani pa bi lahko bil regent za Tetijevega mladoletnega sina in naslednika Pepija I.

## Dokazi

### Zgodovinski viri
Userkare je omenjen na Abidoškem seznamu kraljev, napisanem med vladanjem Setija I. (1290–1279 pr. n. št.), se pravi več kot tisoč let po zgodnji Šesti dinastiji.  Njegova kartuša je v 35. vnosu seznama med Tetijem in Pepijem I., kar pomeni, da je bil drugi faraon iz Šeste dinastije.   Userkare je bil morda tudi na Torinskem seznamu kraljev, sestavljenim  med vladanjem Ramzesa II. (1279–1213 pr. n. št.). Na žalost je v  drugi vrstici četrte kolone, kjer bi lahko bil, v papirusu velika praznina.

### Primarni viri
Zanesljivi dokazi
Nekaj artefaktov  iz Userkarejevega obdobja se je ohranilo. Edini zanesljivi primarni dokazi njegovega vladanja sta dva valjasta pečata  in bakren  kij iz Michaelidesove zbirke.  Na kiju je droben napis njegovih delavcev iz Vadžeta v 10 nomu Gornjega Egipta, ki se bere »Userkarejevi ljubljenci«.
Verjetni dokazi
Francoska egiptologa Michel Baud in Vassil Dobrev sta predpostavila, da bi Userkareju lahko pripadala tudi bakrena sekira, odkrita v Siriji.  Na sekiri je ime druge skupine delavcev z imenom »Ljubljenci dveh zlatih sokolov«, pri čemer »Dva zlata sokola« pomenita faraonovo zlato Horovo ime.  Enako ime sta imela tudi faraona Kufu in Sahure, zato bi lastnik sekire lahko bil tudi eden od njiju.  Baud in  Dobrev opozarjata, da sta se njuni  imeni glasili »Zlati sokol, ki združuje« oziroma »Trije zlati sokoli« in iz tega sklepata, da je sekira pripadala Userkareju.
Angleški egiptolog  Flinders Petrie je Userkareja prepoznal kot farona Itija, omenjenega na samo enem  skalnem napisu v Vadi Hammamatu. Napis je iz prvega leta Itijevega vladanja in omenja 200 mornarjev in 200 zidarjev pod vodstvom nadzornikov Ihjemsafa in Irenaketa,  poslanih v Vadi Hammamat zbirat kamnite bloke  za gradnjo piramide z imenom Bau Iti, kar pomeni Itijeva slava.  Petrijevo enačenje Userkareja z Itijem temelji samo na njegovi oceni, da je bil Userkare edini znani vladar v tistem obdobju, katerega titularij ni znan.

### Kamen iz južne Sakare
Podrobnosti o Userkarejevi vladavini so omenjene tudi na Kamnu iz južne Sakare, letopisih Šeste dinastije, ki so bili napisani med vladanjem Merenre Nemtjemsafa I. ali Pepija II.  Kamen se je kasneje (morda med prvim vmesnim obdobjem (okoli 2160-2055 pr. n. št.) in Srednjim kraljestvom (okoli 2055–1650  pr. n. št.))  grobo spoliral  in uporabil za pokrov sarkofaga, zato je približno 92% prvotnega besedila uničenega.  Na prisotnost Userkareja v letopisih Šeste dinastije se sklepa po velikem prostoru med deloma, ki se nanašata na Tetija in Pepija I., in sledovih titularija na tem mestu.  Čeprav je besedilo, ki govori o Userkarejevih dejavnostih, izgubljeno, je iz dolžine zapisa moč sklepati, da je vladal štiri leta, najverjetneje pa manj kot dve leti.

## Vladanje
Userkarejeve sorodstvene vezi z njegovim predhodnikom in naslednikom so zaradi pomanjkanja dokumentov v veliki meri nezanesljive. Egiptologi so predlagali veliko hipotez o njegovi identiteti in vladanju. Hipoteze se lahko razdeli v dve popolnoma nasprotujoči si skupini. V eno spadajo trditve, da je bil legitimen vladar ali regent, v drugo pa trditve, da je bil uzurpator in morda odgovoren za smrt svojega predhodnika Tetija.

### Userkare je bil legitimen vladar
Egiptologi  William Stevenson Smith,  William C. Hayes in Nicolas Grimal so prepričani, da je Userkare vladal malo časa, vendar kot zakonit vladar, ki je zamašil vrzel med dvema vladarjema, ali kot regent s kraljico Iput I. Tetijev naslednik Pepi I. je vladal skoraj 50 let, kar kaže, da je bil ob očetovi smrti morda še otrok in zato neprimeren  za njegovega samostojnega naslednika.  Teorijo, da je bil Userkare samo regent, številni egiptologi zavračajo, ker je  tako na Abidoškem kot na Torinskem seznamu kraljev omenjen s titularijem, rezerviranim izključno za vladajoče faraone.
Grimal svojo hipotezo dopolnjuje z dejstvi, da je dobro dokazan v zgodovinskih in primarnih virih, zlasti na Kamnu iz Sakare. Vse to je v neskladju z idejo, da je bil nezakonit vladar in žrtev damnatio memoriae njegovega naslednika Pepija I. Razen tega ni nobenega neposrednega dokaza, da je Pepijev prihod na prestol  spremljala kakršna koli težava iz katere bi se dalo sklepati, da je bil Userkare uzurpator.

### Userkare je bil uzurpator
Egipčanski svečenik in zgodovinar Maneton, ki je med vladavino Ptolemaja II. (283–246 pr. n. št.) napisal Zgodovino Egipta (Aegyptiaca), omenja, da  so  Othoesa (helenizirano Tetijevo ime) umorili njegovi telesni stražarji ali spremljevalci.  Egiptologi so iz tega sklepali, da je Userkare pri umoru sodeloval ali imel od njega neposredne koristi, čeprav v Egiptiaki ni omenjen.
Egipčansko-avstralski egiptolog Naguib Kanawati  je odkril, da hipoteza, da je bil Userkare kratkoživ zakonit vladar ali regent, ni prepričljiva in da arheološki dokazi kažejo, da je bil Userkare v očeh njegovega naslednika Pepija I. nezakonit vladar.  Trditev podpira z dejstvom, da ni Userkare omenjen v nobeni grobnici uradnikov, ki so službovali pod Tetijem in Pepijem I. Vezirja Inumin in Kentika, ki sta službovala pod obema vladarjema, svojih dejavnosti med Userkarejevim vladanjem v napisih v svojih grobnicah sploh ne omenjata. V grobnici stražarja Mehija, ki je služboval pod Tetijem, je bilo Tetijevo ime izbrisano. Preko njega je bilo napisano novo ime, nato tudi to izbrisano in ponovno napisano Tetijevo ime. Kanawati trdi, da je krivec za izbris  Tetijevega imena prav Userkare.

## Grobnica
Userkarejeve grobnice še niso odkrili. Kratkost njegove vladavine morda  pomeni, da grobnica ob njegovi smrti ni bila dokončana, kar otežuje njeno prepoznavanje. Ker je bil vladar iz Šeste dinastije, je bila njegova grobnica načrtovana verjetno kot piramida. Trditev morda potrjuje bakren kij z omembo skupine plačanih delavcev iz noma Vadžet v Gornjem Egiptu. Ti delavci so verjetno sodelovali v pomembnem gradbenem projektu, ki bi lahko bil Userkarejeva piramida.
Lokacija Userkarejeve piramide je predmet dveh hipotez. Egiptolog  Vasil Dobrev  je predpostavil, da je stala v južni Sakari, zdaj znani kot  Tabbet al-Guesh, severozahodno  od pokopališkega kompleksa Pepija I. Na tem prostoru so odkrili veliko pokopališče državnih uradnikov iz obdobja Šeste dinastije, kar po Dobrejevem mnenju kaže, da bi v bližini morala biti tudi kraljeva piramida. Astrofizik Giulio Magli  je v nasprotju z njim prepričan, da je piramida nekje na sredi med piramidama Pepija I. in Merenreja I. na črti, vzporedni s črto, ki jo tvorijo piramide Sekemketa, Unasa, Džoserja, Userkafa in Tetija.